# Sardonic Wrath
Sardonic Wrath es el décimo álbum de la banda Noruega de Black metal Darkthrone. El álbum recibió buenas críticas
y es dedicado a la memoria de Quorthon. Fue lanzado en 2004 por Moonfog Productions y es considerado como uno de los mejores
álbumes de Heavy metal. Tiene unos agudos riffs que toca Nocturno Culto.

## Lista de canciones
1. "Order of the Ominous" (2:32)
2. "Information Wants to Be Syndicated" (3:44)
3. "Sjakk Matt Jesu Krist" (4:04)
4. "Straightening Sharks in Heaven" (3:27)
5. "Alle Gegen Alle" (3:21)
6. "Man Tenker Sitt" (3:05)
7. "Sacrificing to the God of Doubt" (4:34)
8. "Hate Is the Law" (3:22)
9. "Rawness Obsolete" (6:14)

## Miembros
- Nocturno Culto
- Fenriz